# Campo di transito di Malines

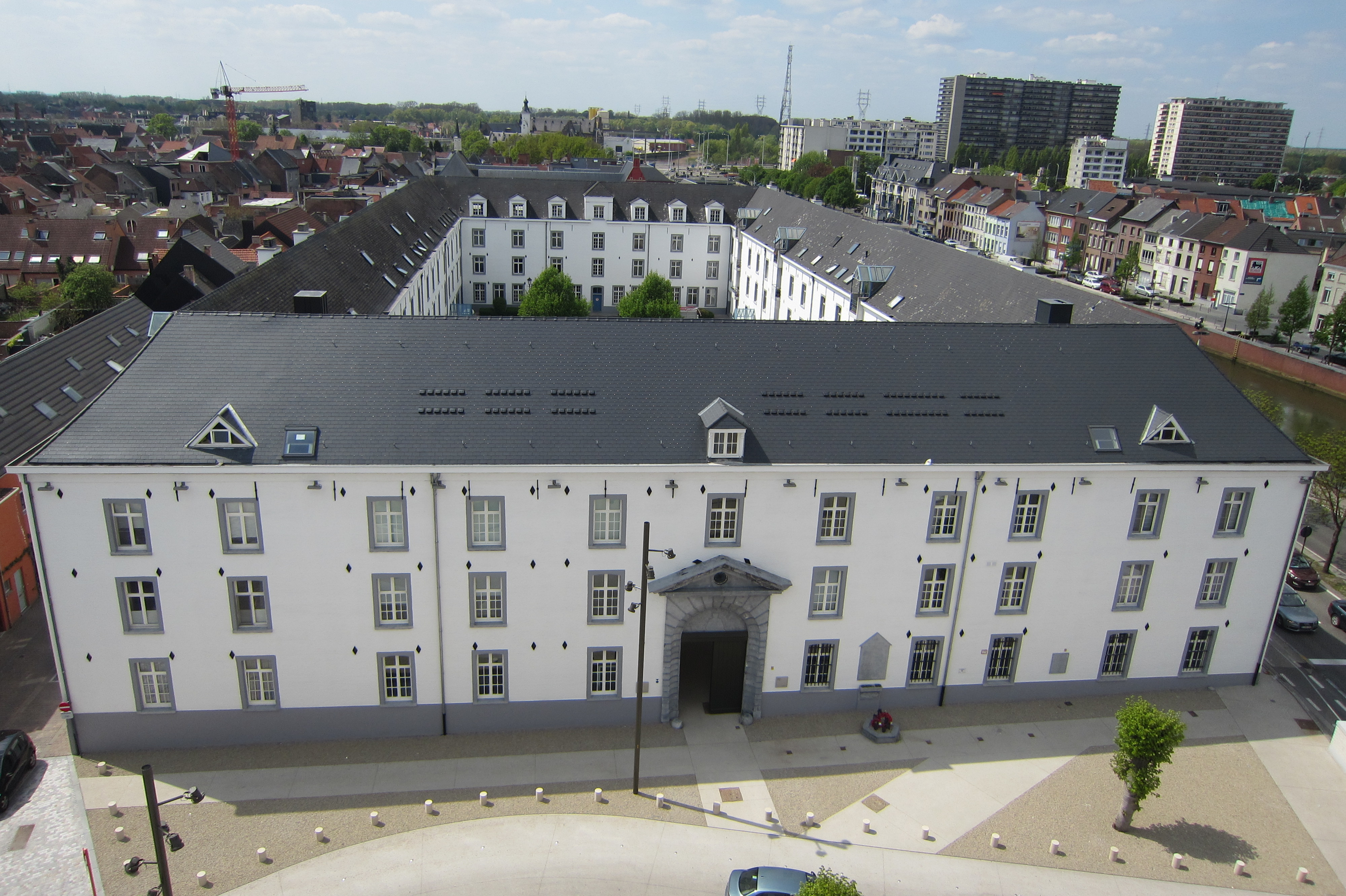
L'edificio del campo di transito di Malines, come si presenta oggi

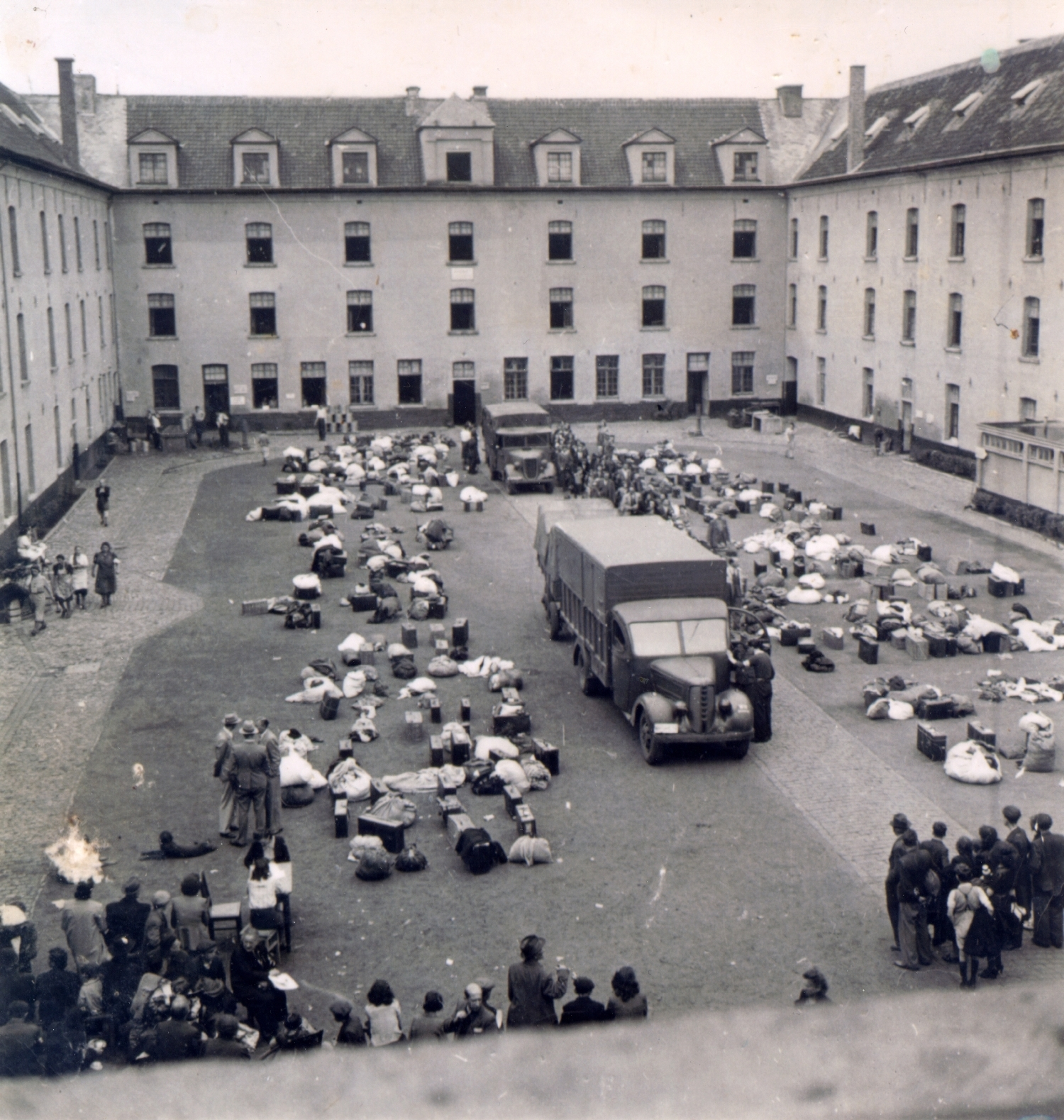
Arrivo di prigionieri nel cortile della caserma nel 1942

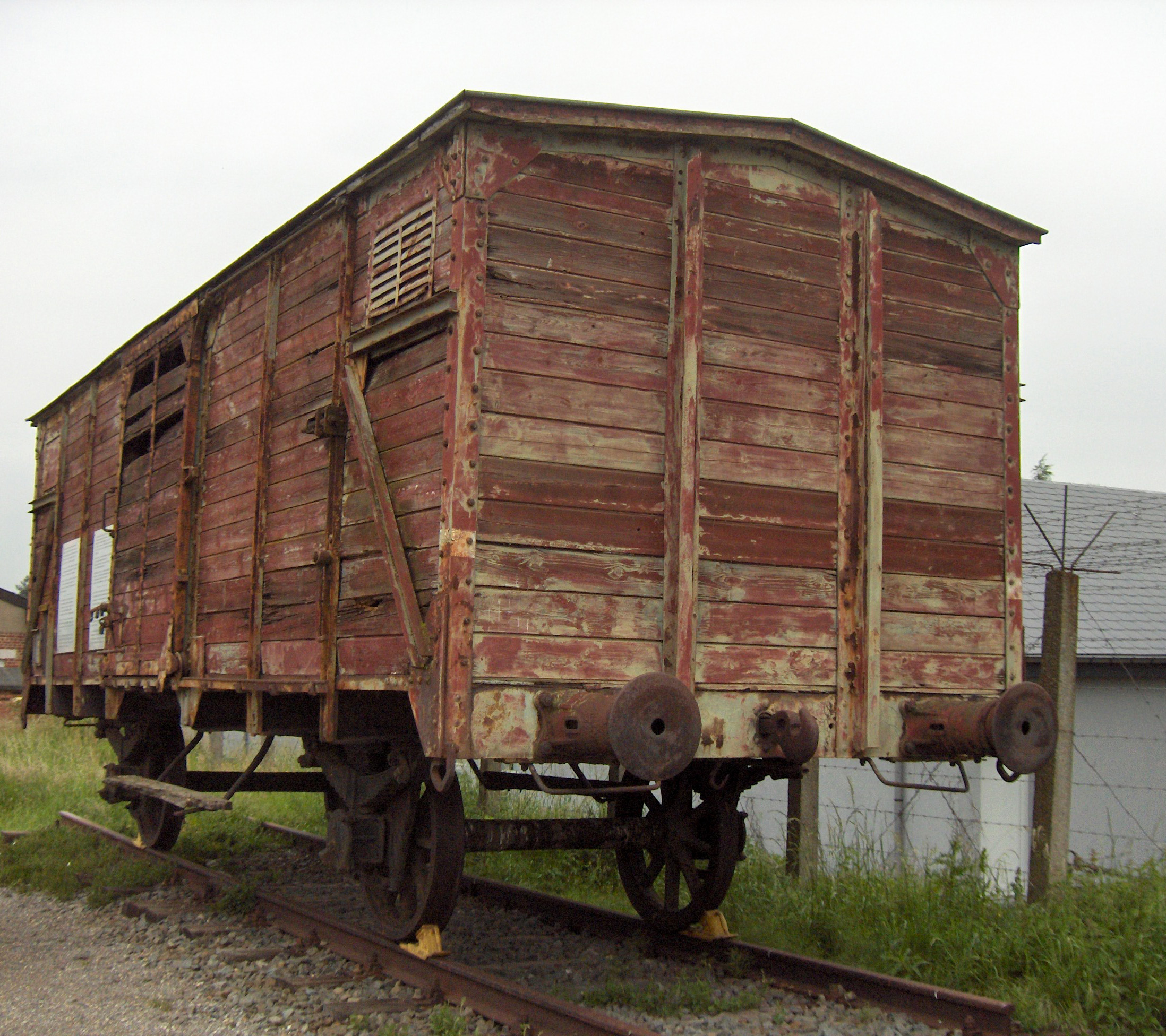
Carro ferroviario originale usato per i trasporti e ora custodito a Fort Breendonk

Il campo di internamento e transito di Malines, dal nome della cittadina belga di Malines (in neerlandese: Mechelen) nel quale era situato, fu stabilito nel luglio del 1942 dalle autorità naziste quale principale campo di transito per le deportazioni degli ebrei dal Belgio. Il campo di Malines svolse la stessa funzione assegnata in Francia al campo di internamento di Drancy, in Italia al campo di Fossoli e nei Paesi Bassi al campo di concentramento di Westerbork.
Il campo rimase operante fino al settembre 1944. La maggior parte degli oltre 25.000 deportati (24.916 ebrei e 351 rom) furono condotti ad Auschwitz. Di loro si conoscono i nomi di soli 1.240 superstiti. Circa 300 furono i prigionieri che perirono nel campo stesso prima della deportazione.

## Storia
La caserma di Malines fu costruita nel 1756 per ordine dell'imperatrice Maria Teresa d'Austria. Ospitava un reggimento di fanteria di 2.400 soldati. Nel 1936 le fu dato il nome di Caserma Dossin in onore del generale Émile Dossin de Saint-Georges. L'edificio fu scelto come luogo ideale di concentrazione e transito per le deportazioni degli ebrei belgi, trovandosi a metà strada tra Anversa e Bruxelles ed essendo convenientemente collegato al sistema ferroviario. La struttura era capiente e facilmente sorvegliabile. Fu circondata da filo spinato. La custodia dei prigionieri fu affidata alle SS e a collaborazionisti locali. Il comandante del campo era ufficialmente Phillip Schmitt, comandante del campo di prigionia di Fort Breendonk; la direzione effettiva era affidata al comandante delle SS Rudolph Steckmann.
Nei paesi occupati dell'Europa occidentale (Francia, Belgio, Olanda, e quindi dopo l'8 settembre 1943 anche l'Italia) la decisione fu di non creare ghetti o campi di sterminio e di evitare il più possibile atti aperti di violenza antiebraica. L'antisemitismo era minore, e si aveva timore di esacerbare un'opinione pubblica già in larga parte ostile. Si istituirono così appositi campi di internamento o di transito lontani dai centri abitati dove la popolazione ebraica potesse essere raccolta prima di essere trasferita nei campi di concentramento o sterminio della Polonia. Al campo di transito di Malines, in Belgio, viene così assegnata la stessa funzione svolta in Francia dal campo di internamento di Drancy, nei Paesi Bassi dal campo di concentramento di Westerbork e da quello di Herzogenbusch, e in Italia dal campo di Fossoli. Malines diviene il terminale degli arresti e rastrellamenti di ebrei condotti su tutto il territorio belga e il punto di partenza per le deportazioni.
Le condizioni di vita all'interno della struttura erano molto dure. I tempi di soggiorno comunque erano brevi: il tempo di raccogliere il numero di prigionieri sufficiente ad organizzare un trasporto. Il primo convoglio partì dal campo il 4 agosto 1942. I trasporti saranno un totale di 28, con una media di circa 1.000 prigionieri ciascuno. L'ultimo di essi lasciò il campo il 31 luglio 1944.
Alla fine il numero ufficiale dei deportati sarà di 25.267 persone (24.916 ebrei e 351 rom), di cui 10.545 uomini, 10.463 donne, e 4.259 bambini (di età inferiore ai 15 anni)., più della metà delle vittime belghe dell'Olocausto. I deportati morirono quasi tutti al loro arrivo a Auschwitz, i sopravvissuti furono solo 1.240. Ci furono diversi tentativi di fuga dai trasporti, anche per l'intervento della Resistenza belga e si calcola che circa 500 furono coloro che furono in grado di fuggire con successo, anche se molti furono coloro che furono ricatturati o che perirono nel tentativo di fuga.
Quando gli Alleati liberarono il campo il 3 settembre 1944, trovarono e liberarono 527 prigionieri.

## Trasporti
| Trasporti     | Data                      | Uomini | Bambini | Donne  | Bambine | Totale |
| ------------- | ------------------------- | ------ | ------- | ------ | ------- | ------ |
| Trasporto 1   | 4 agosto 1942             | 544    | 28      | 403    | 23      | 998    |
| Trasporto 2   | 11 agosto 1942            | 459    | 25      | 489    | 26      | 999    |
| Trasporto 3   | 15 agosto 1942            | 380    | 48      | 522    | 50      | 1000   |
| Trasporto 4   | 18 agosto 1942            | 339    | 133     | 415    | 112     | 999    |
| Trasporto 5   | 25 agosto 1942            | 397    | 88      | 429    | 81      | 995    |
| Trasporto 6   | 29 agosto 1942            | 355    | 60      | 531    | 54      | 1000   |
| Trasporto 7   | 1 settembre 1942          | 282    | 163     | 401    | 154     | 1000   |
| Trasporto 8   | 10 settembre 1942         | 388    | 111     | 403    | 98      | 1000   |
| Trasporto 9   | 12 settembre 1942         | 408    | 91      | 401    | 100     | 1000   |
| Trasporto 10  | 15 settembre 1942         | 405    | 132     | 414    | 97      | 1048   |
| Trasporto 11  | 26 settembre 1942         | 562    | 231     | 713    | 236     | 1742   |
| Trasporto 12  | 10 ottobre 1942           | 310    | 135     | 423    | 131     | 999    |
| Trasporto 13  | 10 ottobre 1942           | 228    | 89      | 259    | 99      | 675    |
| Trasporto 14  | 24 ottobre 1942           | 324    | 112     | 438    | 121     | 995    |
| Trasporto 15  | 24 ottobre 1942           | 314    | 30      | 93     | 39      | 476    |
| Trasporto 16  | 31 ottobre 1942           | 686    | 16      | 94     | 27      | 823    |
| Trasporto 17  | 31 ottobre 1942           | 629    | 45      | 169    | 32      | 875    |
| Trasporto 18  | 15 gennaio 1943           | 353    | 105     | 424    | 65      | 947    |
| Trasporto 19  | 15 gennaio 1943           | 239    | 51      | 270    | 52      | 612    |
| Trasporto 20  | 19 aprile 1943            | 463    | 115     | 699    | 127     | 1404   |
| Trasporto 21  | 31 luglio 1943            | 672    | 103     | 707    | 71      | 1553   |
| Trasporto 22a | 20 settembre 1943         | 291    | 39      | 265    | 36      | 631    |
| Trasporto 22b | 20 settembre 1943         | 305    | 74      | 351    | 64      | 794    |
| Trasporto 23  | 15 gennaio 1944           | 307    | 33      | 293    | 22      | 655    |
| Trasporto Z   | 15 gennaio 1944           | 85     | 91      | 101    | 74      | 351    |
| Trasporto 24  | 4 aprile 1944             | 303    | 29      | 275    | 18      | 625    |
| Trasporto 25  | 19 maggio 1944            | 237    | 20      | 230    | 21      | 508    |
| Trasporto 26  | 31 luglio 1944            | 280    | 15      | 251    | 17      | 563    |
| Totale        | agosto 1942 – luglio 1944 | 10,545 | 2,212   | 10,463 | 2,047   | 25,267 |

## La memoria
In ricordo degli eventi dell'Olocausto, una lapide commemorativa fu apposta sulla facciata della caserma il 30 maggio 1948 e dal 1956 si organizza una cerimonia annuale in ricordo delle vittime.
Dal 1948 al 1975 l'edificio fu nuovamente usato dall'esercito belga come caserma. Fu quindi deciso di convertire gran parte del complesso a civile abitazione. Dal 1996 si riservò una parte del fabbricato per ospitare un museo dell'Olocausto che nel settembre 2012 è stato ampliato e trasferito con la costruzione di un nuovo edificio di fronte alla vecchia caserma, ora ufficialmente denominato: Kazerne Dossin – Memorial, Museum and Documentation Centre on Holocaust and Human Rights.